# 1990年-2002年の市町村合併
1990年-2002年の市町村合併（1990ねん-2002ねんのしちょうそんがっぺい）では1990年から2002年にかけて行われた日本の市町村合併の一覧を載せる。

## 1991年
- 2月1日
  - 熊本県熊本市+飽託郡北部町+河内町+飽田町+天明町=熊本市（編入）
- 4月1日
  - 岩手県北上市+和賀郡和賀町+江釣子村=北上市（新設）
- 5月1日
  - 静岡県浜松市+浜名郡可美村=浜松市（編入）

## 1992年
- 3月3日
  - 茨城県水戸市+東茨城郡常澄村=水戸市（編入）
- 4月1日
  - 岩手県盛岡市+紫波郡都南村=盛岡市（編入）

## 1993年
- 7月1日
  - 長野県飯田市+下伊那郡上郷町=飯田市（編入）

## 1994年
- 11月1日
  - 茨城県那珂湊市+勝田市=ひたちなか市（新設）

## 1995年
- 9月1日
  - 茨城県鹿島郡鹿島町+大野村=鹿嶋市（編入/改称/市制）
  - 東京都秋川市+西多摩郡五日市町=あきる野市（新設）

## 1999年
- 4月1日
  - 兵庫県多紀郡篠山町+西紀町+丹南町+今田町=篠山市（新設/市制）

※平成の大合併第1号となった自治体。

## 2001年
- 1月1日
  - 新潟県新潟市+西蒲原郡黒埼町=新潟市（編入）
- 1月21日
  - 東京都田無市+保谷市=西東京市（新設）
- 4月1日
  - 茨城県行方郡潮来町+牛堀町=潮来市（編入/市制）
- 5月1日
  - 埼玉県浦和市+大宮市+与野市=さいたま市（新設）
- 11月15日
  - 岩手県大船渡市+気仙郡三陸町=大船渡市（編入）

## 2002年
- 4月1日
  - 香川県大川郡津田町+大川町+志度町+寒川町+長尾町=さぬき市（新設/市制）
  - 沖縄県島尻郡仲里村+具志川村=島尻郡久米島町（新設/町制）
- 11月1日
  - 茨城県つくば市+稲敷郡茎崎町=つくば市（編入）